# Crise econômica do México de 1994
A crise econômica do México de 1994, mais conhecida como Efeito Tequila, foi repercutida mundialmente. Foi provocada pela falta de reservas internacionais, causando desvalorização do peso, durante os primeiros dias da presidência de Ernesto Zedillo.

## História
Tratou-se de uma crise de balança de pagamentos associada a especulação financeira e fuga de capitais, resultantes de uma crise política interna do México. Até esse momento, a economia mexicana era uma referência para o sistema financeiro internacional, por ser considerado um país moderno e alinhado as reformas do consenso de Washington, tendo recebido grande quantidade de investimento externo.
A relação entre o déficit e a conta-corrente e a taxa de câmbio representou um círculo vicioso no modelo econômico do México. No início da administração de Carlos Salinas (1988-1994), o Ministério da Fazenda adotou uma crawling peg (sistema de desvalorização progressiva e controlada de uma moeda, implementado pelas autoridades monetárias de um país na tentativa de ajustar o tipo de câmbio às variáveis de inflação e juros), uma faixa restrita dentro da qual o peso ficava atrelado ao dólar e podia sofrer ligeiras flutuações diárias. Como a inflação mexicana aumentou muito acima da dos EUA, o impacto da crawling peg foi uma valorização gradual porém cumulativa da moeda. Como a crawling peg não conseguiu impedir a supervalorização do peso, as importações ficaram mais baratas e déficit em conta-corrente aumentou drasticamente. Como resultado, *a exceção das indústrias da cerveja e do cimento, todo o parque industrial mexicano foi arrasado pela produção importada, melhor e mais barata.
Para cobrir o desequilíbrio comercial o Banco Central foi forçado a comprar grandes quantidades de dólares, o que por sua vez, exigiu que o Estado abrisse o mercado de títulos aos investidores externos. A fim de sustentar a confiança do setor externo, o peso foi mantido artificialmente forte. No entanto, como a moeda supervalorizada atraiu mais importações, o desequilíbrio comercial aumentou e teve de ser coberto com entradas cada vez maiores de capital externo. Mesmo se o México tivesse reduzido pela metade o crescimento das importações entre 1994 e 2000 e aumentado pela metade suas exportações, o déficit comercial ainda assim teria aumentado cerca de 50% exigindo mais de US$ 100 bilhões em capital novo para cobrir o rombo [El inversionista mexicano, 29 de agosto de 1994]. Qualquer interrupção na entrada de capitais teria tornado insustentável a crawling peg. Para atrair investimentos, o governo mexicano criou os tesobonos — papéis do Banco Central Mexicano com o valor indexado ao dólar –, o que o tornava teoricamente à prova de qualquer desvalorização da moeda nacional, e aumentou as taxas de juros, provocando uma recessão interna. Dessa maneira, garantia-se a estabilidade do peso, cotado na época a 3,3 para cada dólar.
Mudanças internacionais combinaram-se com as vulnerabilidades financeiras no México. Em 1994, o crescimento moderado dos EUA alimentou os temores de inflação e levou o FED a quase dobrar as taxas de juros, de 3% para 5,5%. Como consequência, a taxa de retorno de quase todos os títulos dos EUA, tornando estes investimentos altamente seguros muito mais atraentes do ponto de vista financeiro do que os emitidos por qualquer outro país em desenvolvimento, inclusive o México. Assim, mesmo com todas as proteções garantidas pelo Estado mexicano, os investidores estrangeiros debandavam gradualmente, e assim, os US$ 25 bilhões de reservas cambiais em moedas fortes que o país possuía no início de 1994 passava, em outubro, para um montante de US$ 18 bilhões. Mesmo com os tesobonos, as reservas mexicanas diminuíram em mais de um terço de março e setembro. Num esforço desesperado para defender a taxa de câmbio, a administração Salinas esvaziou as reservas de moeda estrangeira, de US$ 30 bilhões para apenas US$ 6 bilhões no final de 1994.
Em 20 de dezembro de 1994, apenas três semanas após o início do governo Ernesto Zedillo, o Ministério da Fazenda ampliou a banda cambial em 15,3%. Os investidores entraram em pânico e iniciaram uma corrida ao peso, no dia seguinte, a peg (paridade) foi abandonada e o peso flutuou livremente em relação ao dólar. O valor do peso imediatamente à metade de seu valor nominal, mergulhou o México numa depressão surpreendentemente profunda.
Uma depressão que fez com que em todo o mundo caíssem as cotações dos títulos dos países emergentes. Mais de 200 mil mexicanos perderam seus empregos e milhares de empresas fecharam as portas. A taxa de desemprego era o dobro do ano anterior. Em 1995, a queda do PIB mexicano foi de 6,2%.
Nas primeiras semanas do processo de desvalorização da moeda mexicana, o então presidente dos Estados Unidos, Bill Clinton, em articulação com organizações multilaterais, garantiu um empréstimo de 50 bilhões de dólares ao México, dos quais 18 bilhões através do FMI.

## Acusações
Carlos Salinas foi acusado de manter o peso supervalorizado por interesse pessoal.
O bilionário, Carlos Slim, foi acusado de lucrar com a desvalorização do peso, da qual teria sido avisado com antecedência graças a ligações privilegiadas com o governo de acordo com a doutrina Monroe.